# IC 3930
IC 3930 ist eine Spiralgalaxie vom Hubble-Typ S im Sternbild Canes Venatici am Nordsternhimmel. Sie ist schätzungsweise 483 Millionen Lichtjahre von der Milchstraße entfernt.
Das Objekt wurde am 21. März 1903 von Max Wolf entdeckt.